# Лужи (Минская область)
Лужи (бел. Лу́жы) — деревня в Мядельском районе Минской области Белоруссии. Входит в состав Сватковского сельсовета.

## География
Деревня расположена в южной части района, на расстоянии примерно 17 км к югу от города Мядель.

## История
По состоянию на 1846 год Лужи — деревня имения и фольварка Узла Вилейского уезда Виленской губернии, владение помещика Константина Тизенгауза, 7 дворов, 74 жителя.
В 1886 году Лужи входили в состав Мядельской волости Вилейского уезда, имели 8 дворов 81 жителя.
В 1940 году имела 24 двора и 130 жителей. В 1943 году немцы сожгли 24 двора и 6 жителей деревни. 
В 1921—1945 годах деревня входила в состав гмины Мядзел Поставского повета Виленского Воеводства.

## Население
- 1921 год — 111 жителей, 19 дворов[3].
- 1931 год — 123 жителя, 22 двора[4].